# بالعقار (جبل)
جبل بالعقار هو جبل في سراة بلاد بلقرن غربي مدينة سبت العلاية في محافظة بلقرن يميل لونه للأحمر وكانت تستخرج منه الحجارة المستخدمة للبناء، وبه آثار لمعامل تقطير القطران.